# Thibault Falk
Thibault Falk (* 16. Januar 1972 in Le Puy-en-Velay) ist ein französischer Jazzmusiker (Piano, Komposition), der in Berlin lebt.

## Leben und Wirken
Falk absolvierte zunächst eine klassische Klavierausbildung am Conservatoire Massenet in Saint-Étienne (Diplom „Fins d’études“) und studierte dann Betriebswirtschaftslehre, interessierte sich aber intensiv für Jazz und arbeitete in der Organisation von Jazz à Vienne. 1997 zog er nach Berlin, wo er an der Hochschule für Musik Hanns Eisler Berlin sein Jazz- und Popularmusikstudium mit einem Diplom als Musikpädagoge abschloss.
Mit dem internationalen Quartett Gondwana gewann Falk 2002 den Jazz & Blues Award in Berlin, sowohl den Jurypreis als auch den Publikumspreis. Mit seinem eigenen Quartett tourte er international und legte die Alben Pour la Chambre d’Aga (2006) bei Intuition Records und Sur le fil (2010) bei Unit Records vor. Weiterhin gehörte er zu der Band Sahnefunk. Als Begleiter ist er auch in Projekten wie Mi Solar (kubanische, Weltmusik), Enrico & Groove (Latin Jazz), Terra Caliente (Latin, Fusion), Bérangère Palix & Band (französische Chansons) tätig und ist Mitglied der Dietrich Koch Bigband. Zudem trat er mit Kenny Martin (Defunkt),  Earl Bostic, Paul Imm, Michael Clifton, Fuasi Abdul-Khaliq, Ray Blue, Carlos Bica und Michael Kersting auf. 2007 und 2008 hielt er sich für berufliche Engagements in Dubai und Lausanne auf und arbeitet seitdem wieder von Berlin aus. Er ist auch auf Alben von Andreas Wirth, Luisa Gold, Rosa Morena Russa, Corinna Reich und Uli Jenneßen zu hören.